# 9 мм РА
9 мм РА (9×22Т) — патрон нелетального действия, разработанный на основе гильзы патрона .380 ACP для применения в травматическом оружии, главным образом в самозарядных пистолетах (нем. P.A. — Pistole Automatik).

## Описание
Патрон снаряжен шарообразной пулей из резины или пластизоля диаметром от 9,3 до 10 мм и массой от 0,55 до 0,97 г, практически полностью запрессованной в гильзу.
Кинетическая энергия пули 25—91 Дж (в зависимости от модификации патрона и оружия, "Закон об оружии" 150 ст. 6, Ограничения, устанавливаемые на оборот гражданского и служебного оружия).
Выпускается с тремя типами гильз:
- биметаллические
- латунные
- стальные

и двумя типами капсюля-воспламенителя:
- капсюль Бердана — характерен для отечественного производства гильз (два затравочных отверстия в донце гильзы)
- капсюль Боксера — характерен для гильз зарубежного производства (одно центральное затравочное отверстие в донце гильзы)

## Применение
Используется в гражданском и служебном травматическом оружии:
- Лом-13 и Гроза-Р (02 - 06);
- пистолетах ИЖ-78-9Т, ИЖ-79-9Т, ПМ-Т, П-М17Т, Форт-12Р, "Хорхе", Ekol Firat Magnum, Streamer 1014, Streamer 2014 и др.
- MP-81, Р1 "Наганыч" и некоторые другие, переделанные из боевого оружия и не имеющие достаточных прослаблений в конструкции для невозможности выстрела твёрдым предметом, не были сертифицированы после 2011 года для стрельбы резиновой пулей и в настоящее время являются газовым оружием с аналогичным калибром.([1], [2])

## Производители
- В России:
  - ЗАО Климовский специализированный патронный завод, г. Климовск, Московская обл.
  - ЗАО «Техкрим», г. Ижевск
  - ОАО «НПЗ», г. Новосибирск
  - ООО «ПКП АКБС», г. Нижний Новгород
  - АО «ТПЗ», г. Тула
- В Украине:
  - ТОВ «САРА АРМС» | ООО «САРА АРМС» | «SARA ARMS» LLC. г. Одесса патрон «SARA» ( «САРА») кал. 9 мм P.A.
  - КНПО «Форт» МВД Украины, г. Винница   патроны " ФОРТ-Т"
  - ООО НПП «Эколог», г. Киев   патроны "Терен-3ФП","Терен-3Ф","Терен-3РМ","Терен-3ФР"
  - ООО «ЭРМА-Интер», г. Киев - патроны имеют маркировку «ПНД-9П»[3]
  - СП «Шмайсер», г. Вишневый, Киевская обл. патроны "ПС-9"
  - ООО "Рысь ЮГ" г. Николаев  патроны "РЫСЬ"
  - ООО «СОВА ОРУЖЕЙНАЯ» г. Николаев  патроны "СОВА-П"
  - © КОМПАНИЯ ZBROIA®  г. Харьков  патроны  "M.A.C."
  - «Государственный научно-исследовательский институт химических продуктов» (г. Шостка) в марте 2009 года освоил серийное производство травматических патронов 9 мм РА из направленных на утилизацию патронов 7,62х25 мм ТТ. Патроны имеют маркировку «МАС 9 мм РА»[4]
- В Казахстане:
  - ТОО "Анна", г. Алма-Ата. (http://anna.kz/index.php?route=product/category&path=18_45_105)

## Государства-эксплуатанты
- Казахстан — сертифицирован для использования в служебном травматическом оружии.
- Россия — сертифицирован для использования в гражданском и служебном травматическом оружии.
- Украина — сертифицирован для использования в гражданском травматическом оружии.

Травматический патрон с резиновой пулей в странах Западной Европы не сертифицирован и запрещён к обороту. Тем не менее, холостые патроны (9 мм P.A.K.) разрешены в европейских странах в качестве боеприпаса к газовым пистолетам.